# دعاء العدل
دعاء العدل (6 فبراير 1979 -) هي رسامة كاريكاتير مصرية.

## مسيرته
من مواليد دمياط عام 1979 تخرجت من كلية الفنون الجميلة بالأسكندرية قسم مسرح وسينمان بدأت في نشر الكاريكاتير عام 2005 في جريدة الدستور الاصلى ومجلة صباح الخير ثم مجلة روز اليوسف عام 2008, انتقلت إلى جريدة المصرى اليوم ومازالت تعمل بها حتى الآن.

## الجوائز
شاركت في العديد من المعارض في فرنسا وإيطاليا وإسبانيا وتونس وحازت على عدة جوائز:
- جائزة محلية من نقابة الصحفيين بمصر عن أفضل رسم كاريكاتورى عام 2009
- 2013 جائزة في فن السخرية السياسية من إيطاليا
- 2013 جائزة معرض سان جوست بفرنسا عن مجمل الأعمال
- شهادة تقدير وعضوية شرفية من منظمة الفيكو لرسامى الكاريكاتير فرع فرنسا 2012
- 2013 وسام مناهضة العنف ضد المرأة من مركز وسائل الإتصال الملائمة من أجل التنمية ACT
- النساء الأكثر إلهاماً وتأثيرا لعام 2016، وفقًا لهيئة الإذاعة البريطانية BBC.[4][5][6][7]